# Comuna Tahtaulove
Tahtaulove (în ucraineană Тахтаулове) este o comună în raionul Poltava, regiunea Poltava, Ucraina, formată din satele Jukî și Tahtaulove (reședința).

## Demografie
Componența lingvistică a comunei Tahtaulove
     Ucraineană (93,68%)
     Rusă (6,11%)
     Alte limbi (0,15%)
Conform recensământului din 2001, majoritatea populației comunei Tahtaulove era vorbitoare de ucraineană (93,68%), existând în minoritate și vorbitori de rusă (6,11%).